# Liefde en vrouwen
Liefde en vrouwen (Engels: Women in Love) is een boek geschreven door D.H. Lawrence. Het boek werd gepubliceerd in 1920 (in New York), hoewel het toen slechts in een beperkte oplage werd verspreid, dit in verband met de controverse rond de voorganger van dit boek: The Rainbow. In 1921 werd het in Londen verspreid en later dat jaar kon iedereen het gewoon lezen. Het verhaal zelf was al in 1916 gereed. De bedoeling was dat de twee boeken één boek zouden worden (“The Sisters”).
Veel mensen hadden kritiek op het werk, maar Lawrence noemde het zelf “zijn grootste werk”. Lawrence komt ook zelf in het boek voor als het personage Rupert. Veel andere personages zijn ook op bekende personen in het leven van Lawrence gebaseerd. Zo is Ursula gebaseerd op de ex-vrouw van Lawrence, Frieda. Het is duidelijk dat dit werk breekt met de Engelse wetten van de literatuur, door zijn detail voor zowel personages als de omgeving. Hierdoor vinden veel mensen het boek meer poëzie dan proza of een combinatie van de twee. Hier zijn zowel voor- als tegenstanders van te vinden.

## Verhaal
Ursula en Gudrun Brangwen zijn twee zussen die leven in het midden van Engeland in de jaren 10 van de twintigste eeuw. Ursala is een lerares, Gudrun een kunstenares. Het boek begint met een scène waarin ze beiden verklaren tegen het huwelijk te zijn. Deze scène speelt zich af vlak voordat ze naar het huwelijk van de zus van Gerald Crich gaan.
Ze ontmoeten daar twee mannen die vlakbij hen wonen, Rupert Birkin en Gerald Crich. Birkin is een schoolinspecteur, die al een vrouw heeft, Hermione Roddice (geïnspireerd op Lady Ottoline Morrell), die erg dominant is en waarbij hij niet gelukkig is. Gerald heeft op jonge leeftijd per ongeluk gezorgd voor de dood van zijn broer. Hij draagt die schuld nog steeds bij zich. De vier worden vrienden. Ursala en Birkin raken met elkaar betrokken en Gudrun begint zelfs een liefdesrelatie met Gerald (hoewel ze in eerste instantie geen seks met elkaar hebben).
Alle vier zijn zij diep doordrongen van de vragen van de samenleving, de politiek en de relatie tussen man en vrouw. Tijdens een feest in Geralds ouderlijk huis, verdrinkt de zus van Gerald, Diana. Gerald voelt zich hier erg schuldig over, gezien de dood van zijn broer toen hij nog erg jong was. Gudrun wordt lerares en mentor van zijn jongste zus. Geralds vader, die een kolenmijn bezit, sterft kort daarna na een lange tijd van ziekte. Gerald bezit na de dood van zijn vader de mijnen. Hij beheert deze erg goed, maar hij heeft er alleen geen lol in na de dood van zijn vader. Wanneer hij voor het eerst weer bij Gudrun komt, heeft hij voor het eerst seks met haar.
Terwijl Ursula zich kan losmaken van haar isolement en een echte relatie kan aangaan, lukt dit Gudrun niet. Zij heeft een kunstenaarsziel en kan niet loskomen van haar eenzaamheid. De verschillende relaties en de problemen die de zussen daarin ondervinden vormen in feite het belangrijkste element van het boek.
Birkin vraagt Ursala of ze met hem wil trouwen en ze zegt ‘ja’. Gerald en Gudruns relatie verloopt stormig. Ze houden met z’n vieren vakantie in de Oostenrijkse alpen. Gudrun raakt daar bevriend met Loerke, een geestelijk zwakke, maar emotioneel erg sterke kunstenaar met een homoseksuele achtergrond. De relatie tussen Birkin en Ursala wordt steeds sterker. Zij besluiten naar het zuiden toe te trekken. De relatie tussen Gudrun en Gerald raakt steeds verder in het slop. Gerald wordt jaloers op Loerke. Hij probeert hem uiteindelijk te vermoorden. Dit mislukt en hij pleegt zelfmoord aan de andere kant van de berg.